# Zhang Xin
Zhang Xin (chinês tradicional: 張欣, chinês simplificado: 张欣, pinyin: Zhāng Xīn, também conhecida como Xin Zhang e Xin "Shynn" Zhang, nascida em 1965) é uma empresária bilionária chinesa, tendo ganho sua fortuna principalmente no setor imobiliário. Com seu marido Pan Shiyi, ela é co-fundadora e ex-CEO da SOHO China, uma desenvolvedora chinesa de edifícios de escritórios. Ela deixou o cargo de CEO em 7 de setembro de 2022 “para se concentrar no apoio às artes e atividades filantrópicas”.
Criada em circunstâncias precárias em Pequim e Hong Kong, onde foi operária de fábrica por um tempo, Zhang acabou se tornando proprietária de empresas responsáveis por dezenas de empreendimentos imobiliários em Pequim e Xangai. Em meados da década de 2010, Zhang iniciou a transição de um modelo de negócios de construção e venda de propriedades para um modelo de compra e arrendamento. Zhang também adquiriu grandes participações no Park Avenue Plaza de Nova York e no Edifício General Motors, e lançou o setor de escritórios compartilhados SOHO 3Q em fevereiro de 2015. Em 2014, Zhang foi listada como a 62ª mulher mais poderosa do mundo pela Forbes, e é "regularmente nomeada uma das melhores empresárias do mundo". Zhang e seu marido também foram anteriormente classificados pela Forbes entre os "casais mais poderosos do mundo". Como uma das empresárias mais conhecidas da China, Zhang tem 10 milhões de seguidores online no Sina Weibo, o equivalente chinês do Twitter.
Zhang e Pan fundaram a SOHO China Foundation em 2005 como uma organização filantrópica para se engajar em iniciativas voltadas à educação para aliviar a pobreza. Em 2014, a Fundação lançou as Bolsas de Estudo SOHO China para fornecer ajuda financeira a estudantes chineses de graduação nas principais universidades internacionais. As Bolsas de Estudo SOHO China apoiam aproximadamente 50 estudantes chineses que cursam graduação em Harvard, Yale e na Universidade de Chicago.

## Infância e educação
Na década de 1950, os pais de Zhang Xin, chineses birmaneses de segunda geração, deixaram a Birmânia e imigraram para a China. Lá, eles trabalharam como tradutores na Imprensa de Línguas Estrangeiras. Eles se separaram durante a Revolução Cultural .
Nascida em Pequim em 1965, Zhang permaneceu com a mãe após a separação dos pais, mudando-se com a mãe para Hong Kong aos 15 anos, onde moraram em um quarto grande o suficiente para duas camas beliche. Para economizar para uma educação no exterior, ela trabalhou por cinco anos em pequenas fábricas que fabricavam roupas e produtos eletrônicos. Aos 19, ela já havia economizado o suficiente para uma passagem aérea para Londres e para se sustentar para estudar inglês em uma escola de secretariado em Oxford. Para se sustentar no Reino Unido, ela "trabalhou em uma tradicional loja britânica de peixe e batatas fritas administrada por um casal chinês" e assumiu a primeira-ministra Margaret Thatcher como modelo, ao mesmo tempo em que desenvolvia um "fascínio pela esquerda intelectual britânica".
Em 1987, enquanto ainda estudava em Londres, ganhou uma bolsa de estudos que lhe permitiu começar a estudar economia na Universidade de Sussex, onde recebeu o diploma de bacharel. Em 1992, ela se formou com mestrado em economia do desenvolvimento pela Universidade de Cambridge, onde escreveu sua tese de mestrado sobre privatização na China. Em 2013, Zhang recebeu um doutorado honorário de sua primeira alma mater, a Universidade de Sussex.

## Carreira

### Investimentos iniciais
Após a formatura, Zhang foi contratada pelo Barings PLC (mais tarde Barings Bank ), que havia pesquisado estudantes em Cambridge com conhecimento de privatização na China, e que contratou Zhang com base em sua tese de mestrado sobre o tema. Ela voltou para Hong Kong para trabalhar, mas em 1993 sua unidade em Barings foi adquirida pela Goldman Sachs, e Zhang foi transferida para Nova York, onde ela ajudou a trazer fábricas chinesas privatizadas para a bolsa de valores pública. Intrigada com a crescente urbanização da China, ela voltou para sua cidade natal, Pequim, onde conheceu e se casou com seu marido – que supostamente a pediu em casamento apenas quatro dias depois de se conhecerem, em 1994. Em 1994, o casal iniciou um projeto de desenvolvimento de uso misto em terras indesejadas, chamado "Cidade Nova".
Ela co-fundou Hongshi (que significa Pedra Vermelha), que se tornou SOHO China, com seu marido Pan Shiyi em 1995. Na década seguinte, eles iniciaram seis projetos de desenvolvimento adicionais na China, incluindo um empreendimento residencial em Boao, na ilha de Hainan, e o Commune by the Great Wall, um hotel boutique administrado em Pequim, apresentando as obras de doze arquitetos asiáticos recrutados por Zhang. No início de seu casamento e relacionamento comercial, o casal experimentou atritos devido a ideias diferentes de como o negócio deveria ser administrado, levando Zhang a retornar à Inglaterra por um tempo para refletir. Eventualmente, ela decidiu voltar para o marido, mas deixou o negócio por um tempo, voltando a se concentrar no design final quando os negócios aumentaram.

### Desenvolvimentos posteriores
10 anos após Zhang e Shiyi iniciarem sua empresa, ela era a maior incorporadora do país, com Zhang passando a ser chamada de "a mulher que construiu Pequim". Em 2008, o casal foi descrito pelo The Times como "os magnatas imobiliários mais visíveis e extravagantes da China". Em 2011, Zhang começou a fazer a transição do mero desenvolvimento e venda de propriedades para a compra e locação de espaços, e se ramificou da China adquirindo uma participação de US$ 600 milhões no Park Avenue Plaza de Nova York, seguida pela participação em um grupo, adquirindo 40% de participação no General Motors Building, no centro de Manhattan em 2014, por US$ 1,4 bilhão. Naquela época, Zhang, por meio da SOHO China, estava envolvida em 18 empreendimentos em Pequim e 11 em Xangai.
Em 2014, Zhang e seu marido lançaram uma iniciativa de caridade de US$ 100 milhões, a SOHO China Scholarships, "para financiar estudantes chineses desfavorecidos nas principais instituições do mundo", incluindo doações de mais de US$ 10 milhões para Yale University, mais de US$ 15 milhões para a Universidade de Harvard e US$ 10 milhões para a Universidade de Chicago. Os presentes geraram alguma controvérsia entre os críticos que achavam que o dinheiro poderia ter sido gasto na melhoria das escolas na China. As Bolsas de Estudo SOHO China apoiam aproximadamente 50 estudantes chineses que cursam graduação em universidades parceiras.
A SOHO China iniciou uma transição de um modelo de negócios de construção e venda de propriedades para um modelo de compra e locação, com Zhang participando do lançamento em fevereiro de 2015 do setor de escritórios compartilhados SOHO 3T, alugando espaços compartilhados para empresas em cidades em China.

### Reconhecimento

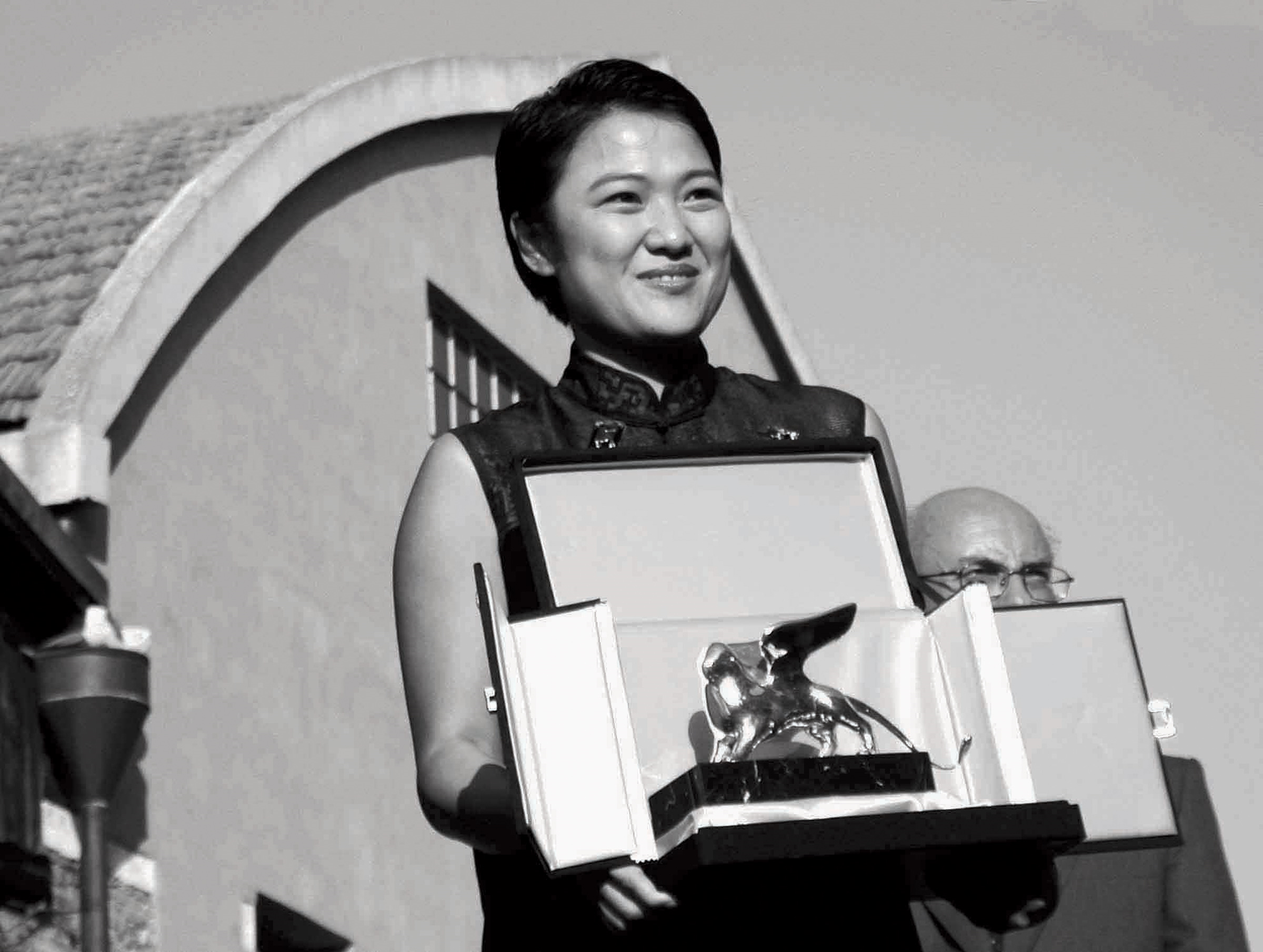
Zhang Xin recebendo um 'Prêmio Especial para uma patrona individual de obras arquitetônicas' na 8ª Exposição Internacional de Arquitetura da Bienal de Veneza, em setembro de 2002

Zhang recebeu prêmios internacionais por seu papel como patrona da arquitetura na China e como empreendedora. Em 2002, ela recebeu um prêmio especial na 8ª Bienal de Veneza pela ''Commune by the Great Wall'', um conjunto arquitetônico particular, agora um hotel.
Zhang é membro do Fórum Econômico Mundial, Davos e membro do conselho do Conselho Consultivo Global de Harvard. Ela atuou como administradora do China Institute in America de 2005 a 2010, e foi reconhecida pelo China Institute com o Blue Cloud Award em 2010. Em 2014, Zhang foi listada como a 62ª mulher mais poderosa do mundo pela Forbes e é "regularmente nomeada uma das melhores empresárias do mundo". Zhang e seu marido também foram classificados pela Forbes entre os "casais mais poderosos do mundo". Zhang foi nomeado curadora do Museu de Arte Moderna e do Conselho Empresarial da Ásia.

## Vida pessoal
Zhang Xin e seu marido, Pan Shiyi, têm dois filhos, e são membros da Fé Bahá'í . Zhang também fez uma aparição como representante de um investidor chinês no filme de 2010 Wall Street: Money Never Sleeps .